# كاترين إنجل
كاترين إنجل (بالألمانية: Katrin Engel)‏ مواليد 2 مايو 1984 في النمسا، هي لاعبة كرة يد نمساوية. مثلت منتخب النمسا لكرة اليد للسيدات. وصلت مع فريقها إلى نهائي دوري أبطال أوروبا لكرة اليد للسيدات 2008.

## روابط خارجية
- كاترين إنجل على موقع الاتحاد الأوروبي لكرة اليد (الإنجليزية)